# Liste des médaillées aux championnats d'Europe de gymnastique artistique - Poutre
| Édition | Lieu              | Or                                           | Argent                                        | Bronze                                        |
| ------- | ----------------- | -------------------------------------------- | --------------------------------------------- | --------------------------------------------- |
| 1957    | Bucarest          | Larissa Latynina (URS)                       | Sonia Iovan (ROU)                             | Tamara Manina (URS)                           |
| 1959    | Cracovie          | Věra Čáslavská (TCH)                         | Sonia Iovan (ROU)                             | Natalia Kot (POL)                             |
| 1961    | Leipzig           | Polina Astachova (URS)                       | Larissa Latynina (URS)                        | Ingrid Fost (GDR)                             |
| 1963    | Paris             | Ewa Rydell (SWE)                             | Mirjana Bilic (YUG)                           | Tereza Kosic (YUG)                            |
| 1965    | Sofia             | Věra Čáslavská (TCH)                         | Larissa Latynina (URS)                        | Larissa Petrik (URS) Birgit Radochla (GDR)    |
| 1967    | Amsterdam         | Věra Čáslavská (TCH)                         | Natalya Kutzhinskaya (URS)                    | Zinaida Druzhinina (URS)                      |
| 1969    | Landskrona        | Karin Janz (GDR)                             | Olga Karasyova (URS)                          | Jindra Kostalova (TCH)                        |
| 1971    | Minsk             | Tamara Lasakovich (URS)                      | Lyudmila Turishzheva (URS)                    | Erika Zuchold (GDR)                           |
| 1973    | Londres           | Lyudmila Turishzheva (URS)                   | Alina Goreac (ROU)                            | Anca Grigoras (ROU)                           |
| 1975    | Skien             | Nadia Comăneci (ROU)                         | Nelli Kim (URS)                               | Alina Goreac (ROU)                            |
| 1977    | Prague            | Elena Mukhina (URS)                          | Nelli Kim (URS)                               | Maria Filatova (URS)                          |
| 1979    | Copenhague        | Natalya Zhapozhnikova (URS)                  | Emilia Eberle (ROU)                           | Nadia Comăneci (ROU)                          |
| 1981    | Madrid            | Maxi Gnauck (GDR)                            | Natalya Ilienko (URS)                         | Rodica Dunca (ROU)                            |
| 1983    | Göteborg          | Lavinia Agache (ROU)                         | Astrid Heese (GDR)                            | Mihaela Stanulet (ROU)                        |
| 1985    | Helsinki          | Oksana Omelyanchik (URS)                     | Hana Ricna (TCH)                              | Elena Chuchunova (URS)                        |
| 1987    | Moscou            | Daniela Silivas (ROU)                        | Eugenia Golea (ROU)                           | Anja Wilhelm (FRG)                            |
| 1989    | Bruxelles         | Olessia Doudnik (URS) Gabriela Potorac (ROU) | -                                             | Daniela Silivas (ROU)                         |
| 1990    | Athènes           | Svetlana Boginskaya (URS)                    | Natalya Kalinina (URS)                        | Maria Neculita (ROU)                          |
| 1992    | Nantes            | Svetlana Boginskaya (EUN)                    | Tatyana Gutsu (EUN)                           | Lyudmila Stoyltzhataya (EUN)                  |
| 1994    | Stockholm         | Gina Gogean (ROU)                            | Lilia Podkopayeva (UKR)                       | Lavinia Milosovici (ROU)                      |
| 1996    | Birmingham        | Rozalia Galieva (RUS)                        | Gina Gogean (ROU)                             | Yelena Piskun (BLR)                           |
| 1998    | Saint-Pétersbourg | Evgenia Kuznetsova (RUS)                     | Olga Teslenko (UKR)                           | Simona Amanar (ROU) Ludmila Eghova (RUS)      |
| 2000    | Paris             | Svetlana Khorkina (RUS)                      | Simona Amanar (ROU)                           | Elena Zamolodchikova (RUS)                    |
| 2002    | Patras            | Ludmila Ejova (RUS)                          | Svetlana Khorkina (RUS)                       | Verona van de Leur (NED)                      |
| 2004    | Amsterdam         | Catalina Ponor (ROU)                         | Alexandra Eremia (ROU)                        | Svetlana Khorkina (RUS)                       |
| 2005    | Debrecen          | Catalina Ponor (ROU)                         | Marine Debauve (FRA)                          | Anna Pavlova (RUS)                            |
| 2006    | Volos             | Catalina Ponor (ROU)                         | Lenika De Simone (ESP)                        | Marina Proskurina (UKR) Sandra Izbasa (ROU)   |
| 2007    | Amsterdam         | Yulia Lozheco (RUS)                          | Sandra Raluca Izbasa (ROU)                    | Stefani Bimspikou (GRE) Steliana Nistor (ROU) |
| 2008    | Clermont-Ferrand  | Ksenia Semenova (RUS)                        | Sandra Raluca Izbasa (ROU) Alina Kozich (UKR) | -                                             |
| 2009    | Milan             | Yana Demyanchuk (UKR)                        | Anamaria Tamirjan (ROU)                       | Gabriela Dragoi (ROU)                         |
| 2010    | Birmingham        | Elena Amelia Racea (ROU)                     | Aliya Mustafina (RUS)                         | Raluca Oana Haidu (ROU)                       |
| 2011    | Berlin            | Anna Dementyeva (RUS)                        | Carlotta Ferlito (ITA)                        | Elisabetta Preziosa (ITA)                     |
| 2012    | Bruxelles         | Catalina Ponor (ROU)                         | Larisa Iordache (ROU)                         | Hannah Whelan (GBR)                           |
| 2013    | Moscou            | Larisa Iordache (ROU)                        | Diana Bulimar (ROU)                           | Anastasia Grishina (RUS)                      |
| 2014    | Sofia             | Maria Kharenkova (RUS)                       | Larisa Iordache (ROU)                         | Aliya Mustafina (RUS)                         |
| 2015    | Montpellier       | Andreea Munteanu (ROU)                       | Rebecca Downie (GBR)                          | Claire Martin (FRA)                           |
| 2016    | Berne             | Aliya Mustafina (RUS)                        | Marine Boyer (FRA)                            | Catalina Ponor (ROU)                          |
| 2017    | Cluj-Napoca       | Catalina Ponor (ROU)                         | Eythora Thorsdottir (NED)                     | Larisa Iordache (ROU)                         |
| 2018    | Glasgow           | Sanne Wevers (NED)                           | Nina Derwael (BEL)                            | Marine Boyer (FRA)                            |
| 2019    | Szczecin          | Alice Kinsella (GBR)                         | Mélanie De Jesus Dos Santos (FRA)             | Lorette Charpy (FRA)                          |
| 2020    | Mersin            | Larisa Iordache (ROU)                        | Silviana Sfiringu (ROU)                       | Anastasiia Motak (UKR)                        |
| 2021    | Bâle              | Mélanie de Jesus dos Santos (FRA)            | Sanne Wevers (NED)                            | Anastasiia Bachynska (UKR)                    |
| 2022    | Munich            | Emma Malewski (GER)                          | Ondine Achampong (GBR)                        | Carolann Héduit (FRA)                         |
| 2023    | Antalya           | Sanne Wevers (NED)                           | Manila Esposito (ITA)                         | Zsófia Kovács (HUN)                           |
| 2024    | Rimini            | Manila Esposito (ITA)                        | Sabrina Voinea (ROU)                          | Marine Boyer (FRA)                            |
| 2025    | Leipzig           | Nina Derwael (BEL)                           | Ana Bărbosu (ROU)                             | Sofia Tonelli (ITA)                           |